# Tanycoryphus grahami
Tanycoryphus grahami is een vliesvleugelig insect uit de familie bronswespen (Chalcididae). De wetenschappelijke naam is voor het eerst geldig gepubliceerd in 1996 door Rasplus & Delvare.